# Ole Birk Olesen

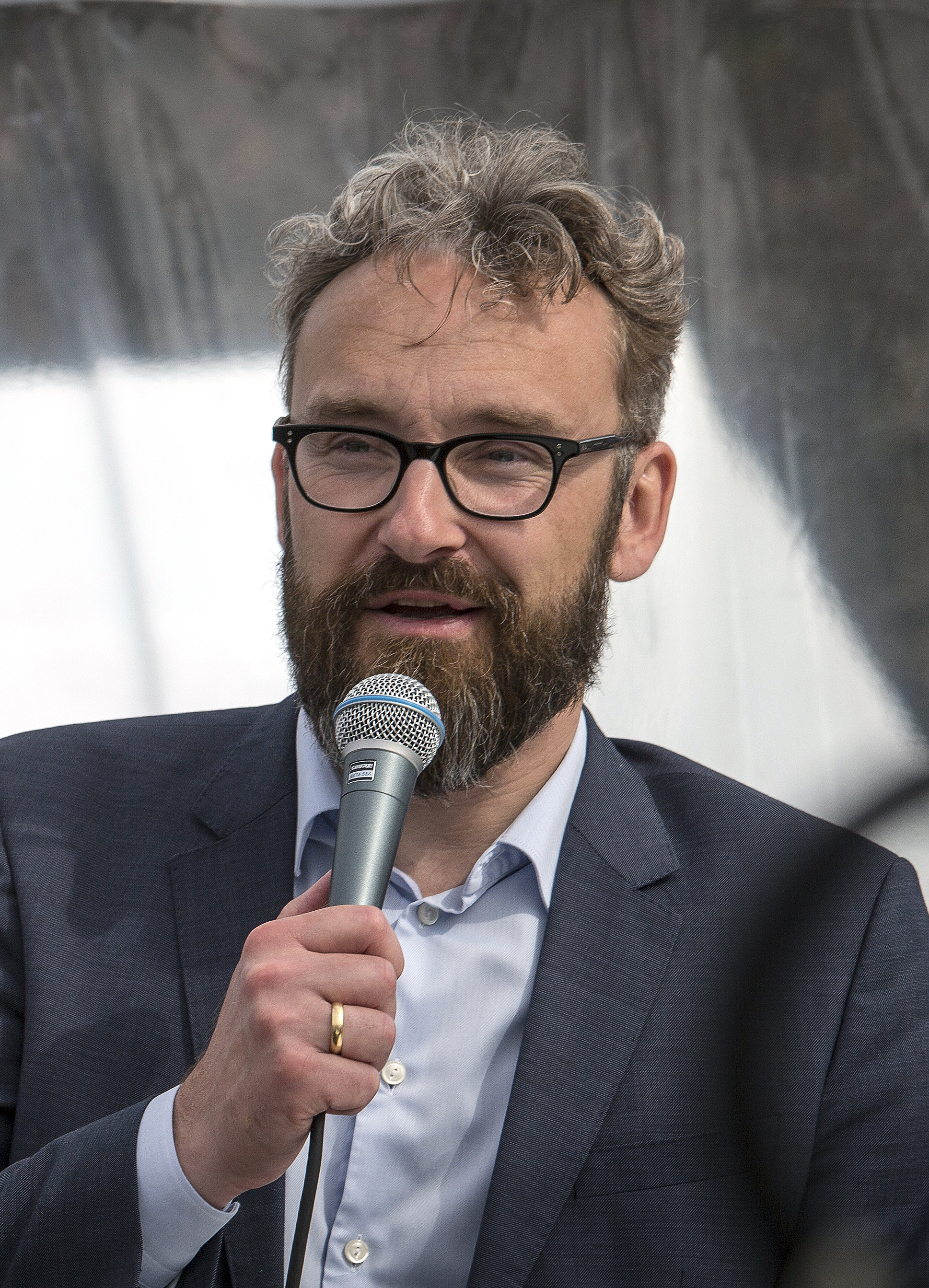
Ole Birk Olesen, 2017

Ole Birk Olesen (* 21. Dezember 1972 in Gram) ist ein dänischer Politiker und Journalist der Liberal Alliance (LA). Von 2016 bis 2019 war er der Transportminister seines Landes.

## Leben
Nach seiner Schulzeit studierte Olesen zunächst bis 1992 Mathematik. Von 1995 bis 1999 machte er die Ausbildung zum Journalisten an der Journalistenhochschule in Aarhus. Anschließend arbeitete er bis 2002 als politischer Journalist bei der Boulevardzeitung Ekstra Bladet. In der Zeit zwischen 2002 und 2007 schrieb er für Berlingske. Danach wurde er Redakteur bei der Internet-Zeitung 180Grader, die er selbst mitgründete. Im Jahr 2007 veröffentlichte er das Buch Taberfabrikken, wo er mit dem dänischen Wohlfahrtssystem abrechnete. Seiner Meinung nach schaffe dieses soziale Probleme, so wie etwa eine erhöhte Kriminalitätsrate.
Bei der Parlamentswahl im Jahr 2011 zog Olesen erstmals in das dänische Parlament, das Folketing, ein. Dort vertritt er seitdem seinen Wahlkreis Ostjütland. In der Zeit zwischen 2011 und 2015 war er stellvertretender Vorsitzender des Steuerausschusses, bis 2016 war er zudem der Sprecher für Wohnungsangelegenheiten seiner Partei. Von 2015 bis 2016 stand er dem Finanzausschuss des Parlaments vor.
Am 28. November 2016 wurde Ole Birk Olesen in der Regierung Lars Løkke Rasmussen III zum Minister für Transport, Bauen und Wohnen ernannt. Er übte das Amt bis zum Ende dieser Regierung am 27. Juni 2019 aus.

## Kritik
Im Jahr 2017 musste Birk Olesen unter anderem auf Drängen der Partei Socialdemokraterne für Aussagen aus dem Jahr 2010 um Entschuldigung bitten. Damals hatte er in einem Artikel behauptet, dass Frauen ohne Moral und Ehre wären. Er sagte, dass es sich um eine dumme und verkehrte Formulierung handelte und er nun große Teile des Artikels bereue.